# Solness el constructor
Solness el constructor (en noruec Bygmester Solness) és una obra de teatre del dramaturg noruec Henrik Ibsen. Va ser publicada per primer cop el desembre de 1892 i és considerada com una de les obres més significatives d'Ibsen. Fou traduïda al català l'octubre del 2000 per Anne Lise Cloetta Biomstad i publicada per Edicions Proa.

## Publicació i estrena
L'obra fou publicada per  Gyldendal AS a Copenhaguen el 1892 i la seva primera representació es va fer el 19 de gener de 1893 al Teatre Lessing a Berlín, amb Emanuel Reicher com a Solness. Fou representada al Trafalgar Theatre de Londres el mes següent, amb Herbert H. Waring en el paper principal i Elizabeth Robins com a Hilda. La traducció a l'anglès va ser del crític teatral William Archer i el poeta Edmund Gosse. Les produccions a Oslo i Copenhaguen es van fer de manera coordinada el 8 de març de 1893. L'any següent l'obra fou representada pel Théâtre de l'Œuvre, la companyia internacional amb base a París. la primera representació als Estats Units va ser al Carnegie Lyceum de Nova York el 16 de gener de 1900, amb William Pascoe i Florence Kahn.
L'obra va estar traduïda al català per Manuel Alcàntara i Gusart i J. Jaumeandreu i fou representada el novembre i desembre de 1927 al Teatre Romea per la companyia Teatre Íntim d'Adrià Gual. L'octubre de 2000 fou traduïda directament del noruec per Anne Lise Cloetta y Berta Solé i representada al Teatre Nacional de Catalunya sota la direcció de Carme Portaceli i protagonitzada per Lluís Homar, Santi Sans, Tilda Espluga, Mia Esteve, Lina Lambert, Raimon Molins i Pep Planas. Per la seva actuació Homar va rebre el Fotogramas de Plata 2000 al Millor actor de teatre.

## Personatges
- Halvard Solness, mestre constructor
- Aline Solness, la seva esposa
- Doctor Herdal, metge
- Knut Brovik, abans arquitecta, ara a sou de Solness
- Ragnar Brovik, fill de Knut Brovik, delineant
- Kaia Fosli, llibretera
- Hilda Wangel, personatge anterior de l'obra d'Ibsen La dama de la mar

## Argument
Halvard Solness és un mestre d'obres de mitjana edat d'una petita ciutat de Noruega que s'ha convertit en un arquitecte d'èxit amb distinció i reputació local. Un dia mentre visita al seu amic el doctor Herdal, Solness rep la visita de Hilda Wangel, una jove de 23 anys, a qui el doctor Herdal reconeix a partir d'un recent viatge que va fer. El metge se’n va, Solness està sol amb Hilda, i ella li recorda que no són desconeguts, que ja s'han conegut a la seva ciutat natal fa 10 anys quan tenia 13 anys. Quan Solness no respon immediatament, ella li recorda que en un interludi romàntic li va prometre un castell de sorra, amb sòlids fonaments, en els quals podrien viure com en un somni. Ell ho nega. Ella poc a poc el convenç que pot ajudar-lo amb les tasques de la llar i, per tant, la porta a casa seva.
Solness és també l'encarregat d'una oficina d'arquitectura on hi treballen Knut Brovik, el seu fill Ragnar Brovik i Kaia Fosli. Kaia i Ragnar estan vinculats romànticament i Ragnar té les ambicions de promocionar-se en la seva vocació arquitectònica, que Solness es resisteix a recolzar. Solness també té una relació complicada amb la seva dona Aline i es descobreix que els dos han perdut fills fa uns anys a conseqüència d'un incendi. Durant aquest temps, Solness construeix un vincle més estret amb Hilda mentre ella és a casa seva, i recolza la seva vocació arquitectònica i els seus nous projectes.
Durant la construcció del seu projecte més recent que inclou un campanar elevat, Hilda s'assabenta que Solness pateix acrofòbia, una por morbosa a les altures extremes, però, tot i així, l'anima a pujar fins a la part superior l'edifici a punt d'acabar. Solness, inspirat en les seves paraules, puja a la part superior de la torre, quan de sobte perd el peu i s'estavella a terra davant els espectadors que han arribat per l'obertura del nou edifici. Entre els espectadors que es mostren horroritzats, només Hilda es presenta com si fos un triomf silenciós. Hi agita el xal i plora amb intensitat salvatge. "El meu, el meu mestre constructor!"

## Recepció
Després de la polèmica vinculada a Espectres, amb el seu tema sensible sobre la sífilis congènita, la recepció de l'obra a Londres no va ser favorable. Les crítiques més caritatives van prendre Solness a la seva pròpia valoració, com a boig, i van decidir que els altres dos protagonistes també estaven bojos. Alguns van traslladar la conclusió a Ibsen, als seus traductors i al seu director. Fins i tot The Pall Mall Gazette, un defensor de l'obra d'Ibsen, va oferir simpatia als actors "atrevits" els talents mediocres dels quals no van poder alleujar el tedi d'aquest lapse per part del "geni del nord". The Daily Graphic, tanmateix, va trobar que les actuacions de Waring i Robins eren la "característica de redempció" de la producció. Al final de la prova al Teatre Trafalgar, els dos directors van dedicar-se a un nou repartiment de suport i van aconseguir un trasllat al proper Vaudeville Theatre, però, de nou, les ressenyes eren hostils.

## Crítiques
Solness el constructor va ser el primer treball que va escriure Ibsen al seu retorn a Noruega d'Europa el juliol de 1891. Normalment s'agrupa amb altres obres d'Ibsen escrites durant aquest període tardà de la vida d'Ibsen com Lille Eyolf, Joan Gabriel Borkman, Når vi døde vågner, i Hedda Gabler. Les primeres reaccions de la crítica a l'obra d'Ibsen eren barrejades, possiblement a causa de les seves més intenses ambigüitats. Hilda, per exemple, sembla alternar els rols entre una força inspiradora, instant Solness a temperar la seva ambició rampant i així trobar la felicitat real, i una temptació, pressionant Solness a compromisos que possiblement no pugui complir. El crític anglès William Archer (el traductor original de l'obra) suggereix que l'obra no és tan simbòlica com alguns han mantingut, interpretant-la en lloc d' "una història de consciència malaltissa, elaborada en termes de pura psicologia". Assenyala que, en aquest sentit, l'obra és similar a les obres anteriors que tracten principalment una mirada retrospectiva a la psique del personatge."